# Michael Rogers
Michael Rogers (Barham, Nueva Gales del Sur, 20 de diciembre de 1979) es un exciclista australiano ganador del Campeonato Mundial Contrarreloj tres veces consecutivas, una de ellas por dopaje del ganador de ese año (2003, David Millar). En los últimos años mejoró mucho en montaña, cosa que le hizo perder algo en contrarreloj, para tratar de terminar en un buen puesto en el Tour de Francia. Es a menudo llamado Mick Rogers, o Dodger.

## Biografía

### Inicios
Al igual que muchos otros ciclistas australianos de su generación, fue un producto del programa del Instituto Australiano del Deporte para los jóvenes ciclistas que le permitió vivir y correr en Europa como aficionado. Comenzó en pista bajo la tutela del entrenador Charlie Walsh y más tarde pasó a la bicicleta de carretera.

### Ciclismo profesional
Debutó como profesional a finales de 2000 con el equipo Mapei, siendo sus primeros equipos los mismos que los del también destacado contrarrelojista Fabian Cancellara pasando del equipo "mayor" al filial en 2002 y en esa misma temporada subir de nuevo al equipo "mayor" (Fabian ascendió un mes antes del equipo filial). A raíz de los cambios de patrocinio, se convirtió en un nuevo equipo llamado Quick Step-Davitamon y, a continuación, Quick Step, donde Michael continuó.

En el Tour de Francia 2003, Rogers fue uno de los corredores más fuertes de su equipo para ayudar al francés Richard Virenque a ganar su sexto Maillot de mejor escalador que le acreditaba como mejor escalador del Tour de Francia. 

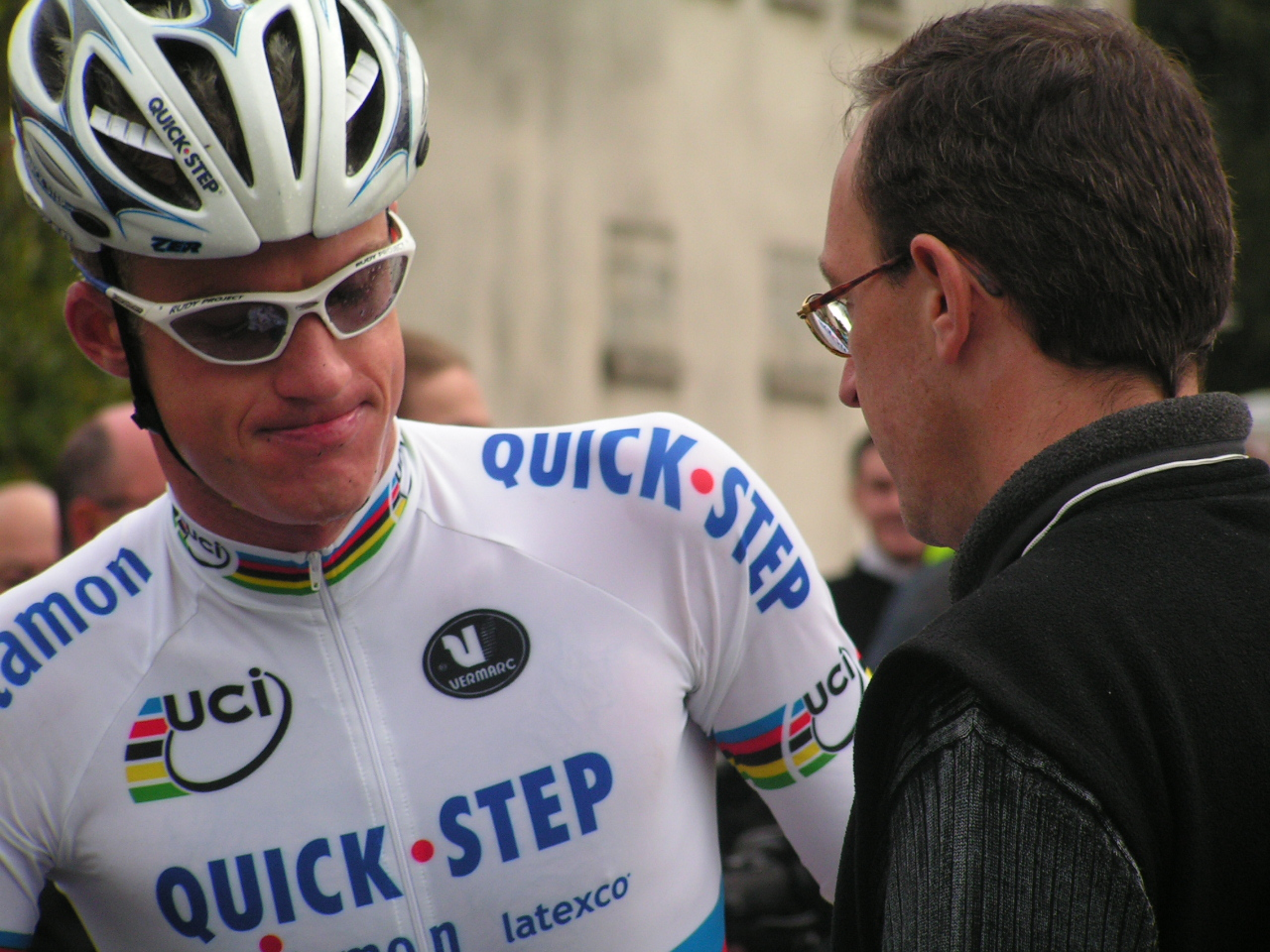
Michael Rogers en 2004, con el maillot arcoíris de campeón del mundo de contrarreloj.

Ganó el Campeonato del Mundo Contrarreloj tres veces consecutivas (2003, 2004 y 2005). Aunque originalmente fue segundo en el Campeonato de 2003 pero Rogers asumió el título después de que el ganador original, David Millar, fue descalificado por dopaje. Tras la larga investigación de Millar, Rogers se adjudicó el jersey arco iris y la medalla de oro por su victoria en 2003 el día del Campeonato Mundial de 2004. Por lo tanto, recibió dos medallas de oro en el día en que se convirtió en campeón del mundo en 2004.

En 2006 Rogers se unió al T-Mobile y fue nombrado líder para el Tour de Francia 2007.

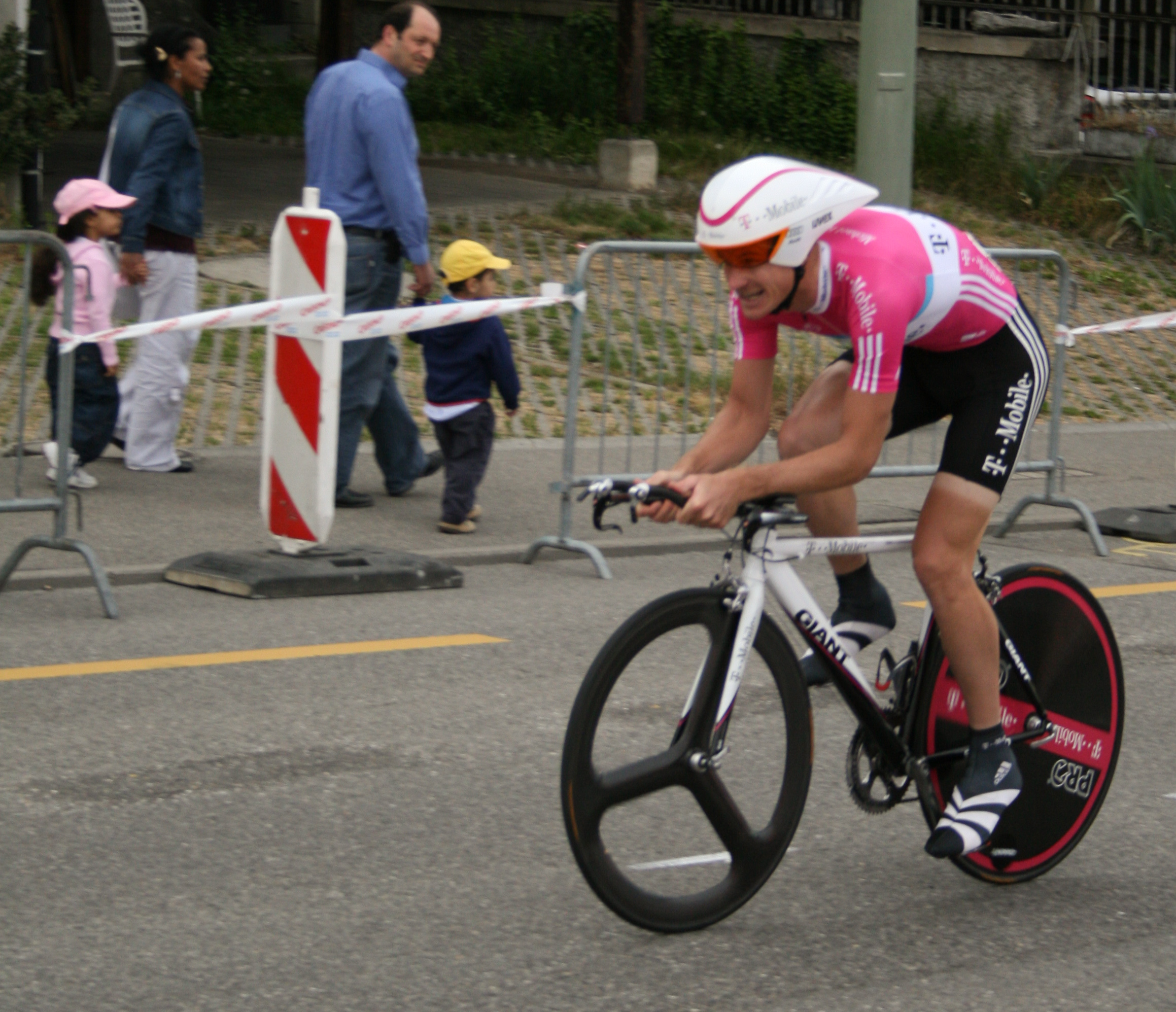
Michael Rogers con el maillot del T-Mobile Team.

El 15 de julio de 2007, Rogers se retiró en la 8.ª etapa del Tour de Francia debido a una fractura del cuello de un hueso que se hizo en un accidente mientras descendía el Cormet de Roselend en el grupo de cabeza siendo además era el líder virtual. Él continuó brevemente hasta que los médicos de la organización le aconsejaron que se retirase.
En 2008, Rogers se perdió el inicio de la temporada a causa de una mononucleosis. Y ya en su segunda carrera de la temporada, la Dauphiné Libéré, consiguió un meritorio puesto 11.º. Decidió saltarse el Tour de Francia y consiguió una sorprendente sexta posición en los Juegos Olímpicos en Ruta mientras que en su especialidad, la contrarreloj, solo pudo ser 8.º.
En 2010 ganó tanto la Vuelta a Andalucía como el Tour de California. De cara a prepararse para el Tour de Francia 2010 corrió la Vuelta a Suiza, donde abandonó tras las tres primeras etapas para concentrarse en altura antes de la ronda francesa.
En diciembre de 2012, ficha por el Team Saxo-Tinkoff de Alberto Contador, donde comienza de manera excelente la temporada y sirve como gregario de lujo a Contador. Finalmente termina en la 23.ª posición en el Tour de Francia
En la temporada 2013, comienza esta de una manera horrorosa, rindiendo a un bajo nivel, pero recuperándose en el Amgen Tour de California y en el Critérium du Dauphiné, donde termina 2.º y 6.º, respectivamente. Como ocurrió en 2012, sirvió de gregario a Contador junto a Kreuziger. Esta vez el nivel de Rogers fue mucho mayor, codeándose con los mejores y terminando 16.º en la general.
Su inicio de temporada 2014 fue extraño, sin participar en competiciones, pero entrenando duro para competiciones de mayor nivel, como el Giro. Durante este, Rogers siempre estuvo con los mejores, haciendo una demostración de que a sus 34 años, tenía calidad, y de sobra. También se lució ganando en dos grandes etapas de montaña (11.ª y 20.ª), siendo la segunda etapa la reina del Giro de Italia, con final en alto en el duro Zoncolan. Sin bajar un ápice de competitividad, Rogers acudió al Tour de Francia como gregario de Contador, que se tuvo que retirar. Ante esto, tuvo que medio coger los roles de líder, y aunque con dificultades, ganó la 16.ª etapa de alta montaña y terminó 26.º en la general.
A sus 35 años, Rogers comenzaba la temporada 2015 con altas expectativas después de probablemente, su mejor temporada (2014). Aunque no destacó, hizo un importante papel de gregario de Contador tanto en el Giro como en el Tour, terminando 33.º y 36.º en la general, respectivamente
El 25 de abril de 2016 anunció su retirada del ciclismo tras diecisiete temporadas como profesional y con 36 años de edad. Se retiró debido a unos problemas cardíacos que se le detectaron a principio de la temporada 2016.

## Palmarés
| 1998 (como amateur) - Campeonato de Australia Persecución - Victoria Persecución por Equipos, Victoria (haciendo equipo con Brett Lancaster, Timothy Lyons y Luke Roberts - Victoria Madison (haciendo pareja con Luke Roberts) 1999 (como amateur) - 2.º en el Campeonato Mundial Contrarreloj sub-23 2000 - 1 etapa del Tour Down Under - 3.º en el Campeonato Mundial Contrarreloj sub-23 2002 - 2.º en el Campeonato de Australia Contrarreloj - Tour Down Under, más 1 etapa - Tour de Beauce 2003 - 2.º en el Campeonato de Australia Contrarreloj - Vuelta a Bélgica - Vuelta a Alemania, más 1 etapa - Ruta del Sur, más 1 etapa - Campeonato Mundial Contrarreloj 2004 - 3.º en los Juegos Olímpicos Contrarreloj - Campeonato Mundial Contrarreloj | 2005 - Campeonato Mundial Contrarreloj 2006 - 1 etapa del Regio-Tour 2009 - Campeonato de Australia Contrarreloj - 2.º en el Campeonato de Australia en Ruta 2010 - Vuelta a Andalucía - Tour de California 2012 - Vuelta a Baviera, más 2 etapas - 3.º en el Campeonato de Australia Contrarreloj 2014 - 2 etapas del Giro de Italia - 1 etapa del Tour de Francia |

## Resultados en Grandes Vueltas y Campeonatos del Mundo
| Carrera              | Carrera              | 2000 | 2001 | 2002  | 2003 | 2004 | 2005 | 2006 | 2007 | 2008 | 2009  | 2010 | 2011  | 2012 | 2013 | 2014 | 2015 |
| -------------------- | -------------------- | ---- | ---- | ----- | ---- | ---- | ---- | ---- | ---- | ---- | ----- | ---- | ----- | ---- | ---- | ---- | ---- |
|                      | Giro de Italia       | —    | —    | —     | —    | —    | —    | Ab.  | —    | —    | 6.º   | —    | —     | —    | —    | 18.º | 33.º |
|                      | Tour de Francia      | —    | —    | —     | 42.º | 22.º | 41.º | 9.º  | Ab.  | —    | 103.º | 37.º | —     | 23.º | 16.º | 26.º | 36.º |
|                      | Vuelta a España      | —    | —    | —     | —    | —    | —    | —    | —    | —    | —     | —    | —     | —    | —    | —    | —    |
| Mundial en Ruta      | Mundial en Ruta      | —    | Ab.  | 136.º | 79.º | 81.º | 83.º | 50.º | Ab.  | Ab.  | 107.º | 96.º | 101.º | —    | —    | —    | —    |
| Mundial Contrarreloj | Mundial Contrarreloj | —    | 21.º | 8.º   | 1.º  | 1.º  | 1.º  | 8.º  | —    | 12.º | —     | 5.º  | —     | —    | —    | —    | —    |

—: no participa

Ab.: abandono

## Equipos
- Mapei-Quick Step (2000[5] -2001)
- Mapei-Quick Step-Latexco (2002)[6]
- Mapei-Quick Step (2002)[7]
- Quick Step (2003-2005)
  - Quick Step-Davitamon (2003-2004)
  - Quick Step (2005)
- T-Mobile Team (2006-2007)
- High Road/Columbia/HTC (2008-2010)
  - Team High Road (2008)[8]
  - Team Columbia (2008)
  - Team Columbia-High Road (2009)[8]
  - Team Columbia-HTC (2009)
  - Team HTC-Columbia (2010)
- Sky Procycling (2011-2012)
- Saxo/Tinkoff (2013-2016)
  - Team Saxo-Tinkoff (2013)
  - Tinkoff-Saxo (2014-2015)
  - Tinkoff (2016)